# Гладков, Борис Васильевич
Бори́с Васи́льевич Гладко́в (1922—1945) — участник Великой Отечественной войны, командир танка 21-й гвардейской танковой бригады (5-го гвардейского танкового корпуса, 6-й танковой армии 2-го Украинского фронта), гвардии младший лейтенант. Герой Советского Союза.

## Биография
Родился 25 декабря 1922 года в дер. Бологово ныне Вологодского района Вологодской области, в семье крестьянина. Русский.
Его семья была обеспеченной, в ней было четверо детей: Александр, Мария, Борис, Антон. В 1930-х годах семья Гладковых была раскулачена, мать умерла, отец и старший брат Александр, которому в то время было 16 лет, уехали в Ленинград на заработки. Дети жили у бабушки.
С 1930 по 1934 годы Борис учился в Пучковской начальной школе, после окончания которой он уехал в Ленинград к отцу, где окончил семилетку. Работал в Ленинграде токарем-металлистом на заводе токарных станков.
В Красной Армии с июля 1941 года. Участвовал в боях на подступах к Ленинграду, 2 декабря 1941 года получил тяжёлое ранение под городом Колпино. После выздоровления вернулся на фронт. В октябре 1943 года окончил курсы переподготовки начальствующего состава танковых войск Ленинградского фронта, вернулся на фронт.
6 ноября 1943 года в боях за город Киев командир танка Т-34 152-го танкового батальона 21-й гвардейской танковой бригады младший лейтенант Гладков со своим экипажем уничтожил 3 пушки, 2 миномёта, 10 пулемётных точек 11 автомашин, 21 повозку и до 70 фашистов, за что был награждён орденом Отечественной войны 2-й степени.
Командир танка 3-го танкового батальона 21-й гвардейской танковой бригады гвардии младший лейтенант Борис Гладков в конце августа 1944 года, участвуя в боях за освобождение городов Бырлад, Фокшани, Бузэу на территории Румынии, проявил мужество и храбрость. Прорвавшись к мосту через реку Сирет в районе ст. Козмешти (в 20 км западнее города Текуч, Румыния), захватил и удержал его до подхода главных сил батальона. В этих боях его экипаж уничтожил 1 танк, 6 САУ, 10 орудий и много солдат противника.
Указом Президиума Верховного Совета СССР от 24 марта 1945 года «за образцовое выполнение боевых заданий Командования на фронте борьбы с немецкими захватчиками и проявленные при этом отвагу и геройство» гвардии младшему лейтенанту Гладкову Борису Васильевичу присвоено звание Героя Советского Союза с вручением ордена Ленина и медали «Золотая Звезда».
Последние месяцы войны Гладков сражался командиром взвода танков Т-34 2-го танкового батальона 2-й гвардейской Витебской Краснознамённой ордена Кутузова танковой бригады в Восточной Пруссии. Начальник политотдела бригады — подполковник Борисовкин 8 мая 1945 года, отсылая сестре Бориса — Марии Васильевне Ложкиной на вечное хранение его орден Отечественной войны II степени, писал:

«…Ваш брат — Борис Васильевич Гладков — Герой Советского Союза геройски погиб в танковом бою 13 апреля 1945 года».

Первоначально был захоронен 16 метров северо-восточнее дороги на восточной окраине местечка Куменен Кенигсбергского округа Восточной Пруссии, впоследствии перезахоронен в братской могиле в посёлке Переславское Зеленоградского района Калининградской области.

## Воинские звания
- старший сержант;
- младший лейтенант (10.06.1943)[6]

## Награды и звания
- Герой Советского Союза (24 марта 1945, медаль «Золотая Звезда»)[7];
- орден Ленина (24 марта 1945)[7];
- орден Отечественной войны II степени (16 ноября 1943)[1].

## Память
- Ученики Пучковской школы нашли сестру Героя и вели с ней переписку. Мария Васильевна Ложкина проживала в Ярославле. Она прислала учащимся школы на вечное хранение Орден Отечественной войны 2 степени.
- После закрытия в 1970-х годах Пучковской начальной школы поисковую работу продолжили ученики Борисовской школы. Пионерской дружине Борисовской восьмилетней школы в мае 1978 года было присвоено имя героя Советского Союза Бориса Васильевича Гладкова. Материалы, собранные ребятами, а также орден Отечественной войны хранятся в районном музее села Кубенское. В музее открыта экспозиция о героях — уроженцах Вологодского района. Среди них есть имя Бориса Васильевича Гладкова.